# Antepipona stevensoniana
Antepipona stevensoniana är en stekelart som först beskrevs av Giordani Soika 1963.  Antepipona stevensoniana ingår i släktet Antepipona och familjen Eumenidae. Inga underarter finns listade i Catalogue of Life.